# Trương Chi Động
Trương Chi Động (chữ Hán giản thể: 张之洞; phồn thể: 張之洞; bính âm: Zhang Zhidong; phiên âm Wade-Giles: Chang Chih-tung; sinh ngày 4 tháng 9 năm 1837 - mất ngày 5 tháng 10 năm 1909) là một viên quan lại và chính trị gia nổi tiếng Trung Quốc vào cuối triều đại nhà Thanh và là người ủng hộ phái cải cách một cách thận trọng. Cùng với Tăng Quốc Phiên, Lý Hồng Chương và Tả Tông Đường là một trong bốn quan chức nổi danh của nhà Thanh (四大 名臣) nhà cải cách xuất sắc đại diện cho phái Dương vụ cuối đời Thanh.
Ông trải qua các chức vụ Tuần phủ Sơn Tây, Tổng đốc Hồ Quảng, Tổng đốc Lưỡng Quảng, Tổng đốc Lưỡng Giang, Quân cơ đại thần, Thượng thư Bộ Binh, hết lòng phục vụ tận trung cho nhà Thanh.
Xuất thân là Tiến sĩ năm 1863, ông được cử tham gia Hàn lâm viện năm 1880, năm 1881 ông được bổ nhiệm làm Tuần phủ Sơn Tây. Song sự nghiệp của ông sáng chói khi ông được cử đến nhận trọng trách tại các tỉnh miền nam. Cùng với Tăng Quốc Phiên, Trương Chi Động tiếp thu khẩu hiệu "Trung học vi thể, Tây học vi dụng" tức là "tinh thần Trung Hoa, kỹ thuật phương Tây".
Khi xảy ra chiến tranh với Nhật về Đài Loan năm 1894, Trương Chi Động, nhận thấy tầm quan trọng chiến lược của Đài Loan cũng như tham vọng của Nhật, do đó gởi thư cho Lý Hồng Chương vào tháng 12 năm 1894, nhấn mạnh việc phải giữ Đài Loan bằng mọi giá. Ông đề nghị thuyết phục Anh và Nga can thiệp nếu quân Nhật đánh Đài Loan lần nữa.

## Phát triển công nghiệp địa phương
Khi đến Quảng Đông nhậm chức Tổng đốc Lưỡng Quảng (1884-1889), Trương Chi Động bắt tay vào phát triển thực nghiệp thành lập ra Cục dệt vải và Xưởng luyện thép Quảng Đông.
Lúc được thuyên chuyển đến Hồ Bắc, Trương Chi Động cho di dời toàn bộ thiết bị của xưởng súng pháo Quảng Đông và cho xây dựng thành xưởng súng pháo Hán Dương. 
Tại Hồ Bắc, trong thời gian 3 lần nhậm chức Tổng đốc Hồ Quảng (1889-1894, 1896-1902, 1904–1906), trong hơn 10 năm làm tổng đốc, ông đã thành lập Xưởng dệt tứ cục Hồ Bắc bao gồm dệt vải, kéo sợi, ươm tơ, chế biến gai. Một số nhà máy công nghiệp khác được thành lập là Mỏ sắt Đại Dã được đưa vào khai thác. 
Ông còn lập kế hoạch xây dựng đường sắt Lô Hán (sau đổi tên là Kinh Hán, xây dựng từ năm 1896, hoàn thành năm 1905) nối liền hai miền nam bắc.

## Canh tân quân đội
Bên cạnh đó ông chú trọng đến công tác quân sự để lại nhiều dấu ấn: xây dựng Quảng đông Quân giới Cục, thành lập trường Lục quân Quảng Đông, xây dựng lực lượng Quảng Đông Thường thắng quân.
Lưỡng Hồ Học đường là trường quân sự thành lập năm 1896 có sự tham gia huấn luyện của giảng viên sĩ quan Đức, đến năm 1908 tại đây đã gửi đi du học tại Nhật 475 sinh viên và tại các nước châu Âu là 103 sinh viên, trong đó nổi tiếng nhất là Hoàng Hưng, Tham mưu trưởng đầu tiên của Quân đội Quốc gia Trung Quốc. Quân đội do Trương Chi Động huấn luyện quân đội ở Hồ Bắc, thường được gọi bằng ba tên: Tự cường quân, Nam dương quân và An quân nổi tiếng không kém Bắc dương quân của Viên Thế Khải ở miền bắc lúc đó. Lực lượng Tự cường quân đông tới 15.000 người và về sau đóng vai trò quan trọng trong cuộc Khởi nghĩa Vũ Xương lật đổ nhà Thanh năm 1911.
Khi nhậm chức Tổng đốc Lưỡng Giang (1894-1895, 1902-1903), tại Nam Kinh, Trương Chi Động cho thành lập Giang Nam Tự cường quân là lực lượng lục quân kiểu mới sớm nhất Trung Quốc lúc bấy giờ theo biên chế quân đội phương Tây, mời sĩ quan Đức đến huấn luyện quân đội.
Năm 1905, Trương Chi Động đã mua từ Nhật Bản về 2 chiếc khí cầu trinh sát kiểu Yamada. Loại khí cầu này có hình e-lip, đường kính nhỏ 3m, dài hơn 10m, phía dưới có dây cáp lớn, buộc cố định với cuộn cáp ở dưới, do quân lính quay trục để lên xuống. Phía dưới khí cầu có giỏ treo. Người vào trong giỏ treo, sẽ được khí cầu đưa lên cao và có thể quan sát các vùng rất xa xung quanh, ngoài ra còn có thể từ trên cao nhìn xuống phía dưới để chỉ huy quân sĩ chiến đấu. Với điều kiện lúc bấy giờ, loại khí cầu trinh sát này có thể nói là một loại thiết bị tiên tiến rất tuyệt vời. Sau khi chiếc khí cầu được chuyển đến Hồ Bắc không lâu, Trương Chi Động đã nhân tiện việc kiểm tra tân quân, tân giới, ra lệnh cho tiến hành diễn tập thả khí cầu ở đó và trở thành người đầu tiên thực hiện hàng không khí cầu ở Trung Quốc.

## Gây dựng công binh xưởng Hán Dương
Công binh xưởng Hán Dương được xây dựng năm từ năm 1891 đến năm 1894 từ nguồn kinh phí của hạm đội Nam dương, là nhà máy sản xuất vũ khí đầu tiên có quy mô lớn với hệ thống kỹ thuật lớn nhất. Công xưởng có diện tích 40 acre. Nhân lực của công xưởng tổng cộng đến 6 vạn người dưới sự chỉ huy của Trương Chi Động.
Tháng 8 năm 1895, tại đây bắt đầu sản xuất súng trường M1888 của Đức, và súng trường Mauser, và đạn dược với sản lượng 13.000 băng/tháng. Đến năm 1900, công binh xưởng Hán Dương đã cung cấp cho lực lượng Nghĩa Hòa Đoàn hơn 3.000 súng trường và 1 triệu băng đạn. Đến năm 1904, công binh xưởng Hán Dương đã đạt sản lượng 50 súng trường T88 và 12.000 băng đạn mỗi ngày, sản xuất ra súng bộ binh kiểu Hán Dương gọi là Hán Dương tạo.
Năm 1893, ở Hồ Bắc xây dựng nhà máy thép Hán Dương, lò cao cận đại hóa của Trung Quốc bắt đầu sản xuất vào tháng 5 năm 1894. Nhà máy có 4 lò cao đều mua trang thiết bị nước ngoài, trình độ kỹ thuật tương đối tiên tiến so với thế giới lúc đó.
Tháng 2 năm 1908, nhà máy thép Hán Dương cùng mỏ sắt Đại Dã hợp nhất với nhà máy luyện khoáng và mỏ Bình Hương (Giang Tây), trở thành một xí nghiệp liên hợp gang thép đầu tiên có quy mô lớn hiện đại nhất châu Á lúc bấy giờ, đạt tới sản lượng 113.000 tấn gang và 50.000 tấn thép năm 1910. Hán dương công xưởng đóng vai trò rất lớn trong việc sản xuất vũ khí sau này của Trung quốc.

## Các hoạt động chính trị khác
Khi cuộc khởi nghĩa Nghĩa Hòa Đoàn xảy ra, Từ Hy Thái hậu muốn lợi dụng thế lực của Nghĩa Hòa Đoàn để chống các nước đế quốc nên ra lệnh tuyên chiến với các nước. Tuy nhiên các tỉnh miền đông nam lại không ủng hộ chính phủ, các đốc phủ Lưu Khôn Nhất (Lưỡng Giang), Trương Chi Động (Hồ Quảng), Lý Hồng Chương (Lưỡng Quảng) thỏa hiệp với các nước ký kết Chương trình Trung Ngoại bảo vệ chung, có tác dụng kiềm chế phong trào Nghĩa Hòa Đoàn không lan xuống phía nam Trường Giang.
Sau khi rời khỏi chức Tổng đốc Lưỡng Giang, năm 1903 ông về kinh đô đảm nhận chức vụ Quân cơ Đại thần. 
Năm 1906, Trương Chi Động được bổ nhiệm làm Thượng thư Bộ Binh.

## Đóng góp cho công cuộc giáo dục
Tại Quảng đông, năm 1888 Trương Chi Động thành lập trường Guangya, một trong bốn trường học nổi tiếng cuối thời nhà Thanh.
Tại Lưỡng Hồ, ông cho thành lập thư viện Lưỡng Hồ, trường dạy về ngoại ngữ, học nghiệp khác.
Năm 1905, Trương Chi Động kiến nghị bãi bỏ chế độ thi cử lạc hậu và được triều đình cho thi hành.
Năm 1907 ông đặc trách việc giám sát Bộ Giáo dục mới thành lập. Chính Trương Chi Động đã tóm tắt triết lý giáo dục Trung Hoa đương thời thành một khẩu hiệu lừng danh: "Trung Hoa học về các nguyên lý căn bản; Tây Phương học về sự ứng dụng thực tế". Ông được xem là một quan chức cấp tiến cổ võ cho sự cải cách, đồng thời là một học giả bảo thủ chống lại chính thể đại nghị. Các ý tưởng then chốt về sự cải cách của ông được trình bày trong tác phẩm được truyền đọc rộng rãi, quyển "Cổ vũ việc học". Trương Chi Động không coi trọng triết lý hay lý thuyết chính trị Tây phương. Các tư tưởng của ông có thể tóm tắt thành ba tiêu đề chính:
1. Cứu vãn Thanh triều bằng sự phục hưng Khổng học;
2. Cứu vãn Trung Hoa bằng giáo dục;
3. Cứu vãn Trung Hoa bằng việc kỹ nghệ hóa.

## Cuối đời
Trương Chi Động qua đời do xe bị trúng mìn năm 1909.
Vào năm 1966, trong cuộc Cách mạng Văn hóa, ngôi mộ của ông đã bị phá hủy bởi các Hồng vệ binh và xương cốt của ông đã được phát hiện vào năm 2007.